# Piedmont Airlines (1993)
Die Piedmont Airlines, zuvor Henson Airlines, ist eine amerikanische Regional-Fluggesellschaft und Tochter von American Airlines mit Sitz am Flughafen Wicomico in der Nähe von Salisbury (Maryland).

## Geschichte
Die Gesellschaft wurde 1931 in Hagerstown (Maryland) von Richard Henson als Henson Flying Service gegründet, mit der er Gelegenheitsflüge und Bodendienste anbot.
Ihre ersten Passagierflüge nach Flugplan fanden 1962 unter dem Namen Hagerstown Commuter und später als Henson Airlines statt. Hier flog sie zum Washington National Airport. Allegheny und Henson begannen 1967 eine der ersten Codesharing-Vereinbarungen, bei der sie Flugzeuge vom Typ Beechcraft 99 verwendeten. Im Jahr darauf verlegten sie die Basis zum Flughafen Wicomico. Ab 1977 wurden größere Shorts 330 verwendet und erstmals wurde bei der Airline die Millionengrenze beim Passagiertransport erreicht. Ab 1979 wurden dann noch größere De Havilland Canada DHC-7 verwendet.
Im Jahr 1983 wurde Henson von Piedmont Aviation gekauft und der Name neu als Henson, The Piedmont Regional Airline vermarktet. Unter dem Dach Piedmonts expandierte die Fluggesellschaft schnell und hierbei besonders in Florida. Im Jahr 1985 wurden die ersten De Havilland DHC-8 eingesetzt. Beide Gesellschaften wurden schließlich 1987 von der USAir Gruppe gekauft. Dabei wurde Piedmont am 8. Mai 1989 vollständig integriert und die Flugzeuge der Henson Airlines in das USAir Express Corporate Design umlackiert.
Im Jahr 1993 wurde der Name Piedmont wiederbelebt, als die USAir die Gesellschaft Henson Airlines in Piedmont Airlines umbenannte. Das wurde gemacht, um den Namen dauerhaft zu schützen, weil er sonst nach einiger Zeit der Nichtbenutzung, für andere zur Verfügung gestanden hätte. USAir verwendete diesen Dreh bei zwei weiteren Regionalgesellschaften um die Namen zu schützen. Dabei wurde Jetstream zu PSA Airlines und Allegheny Commuter zu Allegheny Airlines. Nach dem Kauf der kalifornischen PSA (Pacific Southwest Airlines), nannte sich USAir in US Airways um und Piedmont trat am Markt nun  als US Airways Express auf. Zur Jahrtausendwende wurden bis zu 3 Millionen Fluggäste pro Jahr mit 52 Dash 8 befördert.
Im Zuge der 2013 eingeleiteten Fusion von US Airways und American Airlines ging Piedmont Airlines in Besitz der neuen American Airlines über. Piedmont führt ihre Flüge seitdem unter dem Markenauftritt American Eagle durch.

## Flugziele
Piedmont bedient im Auftrag der Mutter American Airlines unter der Marke American Eagle rund 50 verschiedene Ziele im Osten der USA.

## Flotte

### Aktuelle Flotte
Mit Stand Januar 2024 besteht die Flotte der Piedmont Airlines aus 60 Flugzeugen mit einem Durchschnittsalter von 20,8 Jahren:
| Flugzeugtyp   | Anzahl | bestellt | Anmerkungen   | Sitzplätze |
| ------------- | ------ | -------- | ------------- | ---------- |
| Embraer 145LR | 60     |          | sechs inaktiv | 50         |
| Gesamt        | 60     | –        |               |            |

### Ehemalige Flugzeugtypen
In der Vergangenheit setzte Piedmont Airlines bereits folgende Flugzeugtypen ein:
- De Havilland DHC-8-100/-200/-300